# Мускрон
Мускрон (на френски: Mouscron) е град в Западна Белгия, провинция Ено. Разположен е на границата с Франция, на 15 km североизточно от Лил. Населението му е около 53 000 души (2006).

## История
Мускрон се споменава за първи път през 1060, а през 1066 графът на Фландрия Балдуин V дарява местността на църквата Сен Пиер в Лил. През 1149 доходите от селището са прехвърлени на абатството Сен Мартен и на катедралата в Турне. През 14 век сеньорията е продадена на благородник от Турне, а около 1430 е построен замък, посетен през 1516 от бъдещия император Карл V.
През 1575, по време на религиозните войни, замъкът е укрепен, но въпреки това през 1579 е превзет от калвинистите, които са изгонени няколко месеца по-късно. През 1627 крал Филип IV издига сеньорията в ранг на графство. Мускрон и околностите му са опустошени през Френско-нидерландската война, а през 1668 са присъединени към Франция. През 1678 част от графството е върната в Испанска Нидерландия, като границата го разделя на две части. През 1713 е окончателно върнато в Нидерландия.
В средата на 18 век в Мускрон започва да се развива текстилната промишленост. Селището се разраства през 19 и 20 век, като са построени няколко памучнотекстилни фабрики и фабрики за килими. През 1963 то е прехвърлено от провинция Западна Фландрия в провинция Ено, като се отчита предимно френскиговорещото население. През 1986 получава официално статут на град.

## Известни личности
Родени в Мускрон
- Филип Адамс (р. 1969), автомобилен състезател
- Франк Ванденбрук (1974 – 2009), колоездач